# Xenurolebias
Xenurolebias ist eine Gattung der Saisonfische aus der Familie Rivulidae und gehört zur Gruppe der Eierlegenden Zahnkarpfen. Das Verbreitungsgebiet erstreckt sich über die ostbrasilianischen Küstenebenen vom Rio Jucuruçu im Norden bis zum Rio Doce im Süden. Dort bewohnen sie temporäre Gewässer.

## Merkmale
Die Arten der Gattung Xenurolebias unterscheiden sich von anderen Arten der Familie Rivulidae durch ein einzigartiges Farbmuster, bestehend aus einem Streifen auf dem hinteren Teil des Schwanzstiels, der sich bei den Männchen nach hinten bis zum oberen und unteren Rand der Schwanzflosse erstreckt. Ein weiteres Unterscheidungsmerkmal dieser Gattung wird in der lanzettlichen und asymmetrischen Schwanzflosse der Männchen beschrieben, bei welcher der untere Teil größer ist, als der obere.

## Arten
Die Gattung Xenurolebias umfasst folgende vier Arten:
- Xenurolebias cricarensis Costa, 2014
- Xenurolebias izecksohni (da Cruz, 1983)
- Xenurolebias myersi (Carvalho, 1971)
- Xenurolebias pataxo Costa, 2014